# State of Decay 2
«State of Decay 2» (рус. Загнивающий штат 2 или Состояние гниения 2) — компьютерная игра в жанре выживания с открытым миром, разработанная студией Undead Labs и изданная Xbox Game Studios. Игра была выпущена для Windows и Xbox One 22 мая 2018 года и является продолжением State of Decay (2013). Как и предыдущей части, перед игроками стоит задача собрать команду и управлять сообществом, находить ресурсы, создавать оружие, и выживать против орд зомби.
State of Decay 2 получила «положительные отзывы» критиков, которые высоко оценили ее сложность, музыкальное сопровождение и боевую систему, но раскритиковали технические проблемы и отсутствие глубины в механике выживания. В 2020 году вышло дополнение Juggernaut Edition, которое получило «очень положительные» отзывы в Steam. В августе 2021 в игре насчитывалось более 10 миллионов игроков. В июле 2020 года было анонсировано продолжение State of Decay 3.

## Игровой процесс
«State of Decay 2» — это игра про зомби в жанре симулятор выживания, с видом от третьего лица, открытым миром и упором на сбор предметов. События игры происходят, как и в первой части, в мире зомби-апокалипсиса, в неком городке на юге США. Игровой процесс представляет собой более развитый и доработанный вариант первой части. Теперь в игре присутствуют «Чумные сердца» — сгустки инфекции, обнаруживаемые в помещениях, которые необходимо уничтожить. Сама болезнь — кровавая чума — распространяется заражёнными зомби (которых можно узнать по красным глазам и крови на теле), а при столкновении с ними персонаж будет постепенно заражаться, — что потребует лечения специальной вакциной, созданной на основе Чумных образцов, которые выпадают с зомби. Соседние группы выживших теперь могут быть враждебными (например, при игнорировании их просьб о помощи), или покинуть город. Введена торговля — теперь некоторые ресурсы можно приобрести у других выживших за очки влияния, которые выполняют роль денег. Теперь можно выбрать лидера своей группы, который откроет доступ к «серии заданий лидера» и уникальной постройке с особыми бонусами. В игре доступен кооперативный многопользовательский режим, позволяющий играть вместе с одним или тремя друзьями, которые временно присоединятся к игре на вашей карте.
Сюжет повествует о группе людей, которые смогли выжить во время катастрофы и объединились вместе, чтобы не погибнуть в новых опасных обстоятельствах. Основной сюжет отсутствует как таковой. Есть только основное задание: уничтожить Чумные сердца, — сгустки инфекции, обнаруживаемые в помещениях, в которых обосновались зараженные зомби, а также дополнительные миссии, например, помочь выжившим переехать в другое место или поделиться едой.
Игрок может выбрать одно из нескольких мест для строительства базы за очки влияния, а затем укрепить его и улучшить с помощью различных строений, таких как сторожевая башня, медпункт, мастерская, сад, спальное помещение, кухня и т. д.. Основной частью игры является сбалансированное использование ресурсов: еды, лекарств, боеприпасов и строительных материалов. Их можно получить в зданиях, обыскивая предметы или торгуя с NPC. Игрок может взаимодействовать с выжившими за пределами своей группы: торговать с ними, помогать, делать для них задания, вербовать или атаковать их. Одновременно можно управлять только одним выжившим, а собрать в сообществе можно до 12 персонажей. Игрок может взять в пару одного из союзников, управляемого ИИ, чтобы он сопровождал его. В некоторых миссиях игрока будут сопровождать дополнительно нейтральные персонажи.
У каждого персонажа есть свои «навыки», которые дают множество разных бонусов, а также фиксированный набор «черт», которые дают ему преимущества или недостатки (например, легче утомляться или быстрее улучшать определенный навык). Персонажей можно встретить в группах выживших и нанять при высоком уровне репутации, которая улучшается при выполнении дня них заданий. У каждого персонажа есть параметр «боевого духа», на который влияют игровые условия (смерть в сообществе, наличие кроватей, количество ресурсов, конфликты в сообществе). Ваше управление может повлиять на их поведение, а иногда потребуется вмешательство игрока. В любой момент игрок может открыть меню базы и выполнять разные действия, включая активные навыки в постройках. Зомби — главная угроза в игре. Они появляются вокруг игрока бесконечно (если только игрок не установит аванпост, который предотвращает появление поблизости), их привлекает шум, и они способны звать на помощь других зомби, а бегают они почти так же быстро, как персонажи. Игрок может противостоять им напрямую, использовать скрытность, чтобы проскользнуть мимо них, или отвлечь их, используя такие предметы, как петарды. Кроме того, существуют особые виды зомби, такие как крайне быстрые «Дикари» или похожие на танки «Джаггернауты», которые весьма опасны в противостояниях один на один. Если персонаж погибнет, то вы его не сможете вернуть, но можно потом забрать его снаряжение. Помимо ходьбы, игроку доступны несколько типов автомобилей, каждый из которых обладает своими характеристиками. Все транспортные средства могут быть повреждены и уничтожены при столкновении с зомби или препятствиями. Если у вас есть набор инструментов (изготовленный в мастерской или найденный при поиске), вы можете отремонтировать машину. Среди нововведений — более детальный менеджмент автомобилей: их необходимо заправлять топливом, чинить при поломках, и модифицировать при помощи специальных предметов.

## Разработка
«State of Decay 2» разработана Undead Labs и опубликована Microsoft Studios. Игра разрабатывалась с использованием Unreal Engine 4. Игра была анонсирована 13 июня 2016 года на брифинге Microsoft для E3 Xbox. Первоначально игра должна была выйти в 2017 году для Windows 10 и Xbox One. На брифинге Microsoft E3 2017 для Xbox было объявлено, что игра выйдет весной 2018 года. Кроме того, была заявлено игра также будет доступна для бесплатной игры подписчикам Xbox Game Pass, как и все предстоящие игры Microsoft Studios.
«State of Decay 2» продавалась как игра для Xbox Play-Anywhere, с поддержкой кроссплатформенной игры для Windows 10 и Xbox.
22 ноября 2022 года разработчики объявили, что игра выйдет в Steam.

### Дополнения
12 сентября 2018 года вышло дополнение «Daybreak», в котором появился новый игровой режим, цель которого состоит в том, чтобы защитить объект, сталкиваясь с волнами все более сложных врагов. Награды, полученные в игровом режиме «Daybreak» можно использовать в стандартном игровом режиме, открывая доступ к эксклюзивному снаряжению и персонажам.
11 июня 2019 года вышло дополнение «Heartland», включающее режим основного сюжета игры с серией миссий, действие которого разворачивается на карте Трамбалл-Вэлли из первой части игры 2013 года.
13 марта 2020 года вышло дополнение «Juggernaut Edition», которое вышло одновременно как отдельная игра, так и как бесплатное обновление для игроков, у которых уже была приобретена игра. Эта версия в первую очередь включала в себя полностью новую графику и физику освещения, а также новую карту под названием Провиденс-Ридж, для которого очень детально проработали тени.
2 августа 2021 года вышло обновление «Plague Territory», в котором появился слот под дополнительное оружие и новые функции, а чумные сердца стали «захватывать» здания в округе. В этих областях появилась более высокая популяция Чумных зомби.
1 сентября 2021 года вышло обновление «Homecoming», в котором было реализовано множество улучшений качества жизни (включая увеличенное количество боеприпасов для одного слота инвентаря, обновленный интерфейс HUD, а также транспортные средства, которые теперь не выключают фары после выхода из машины, чтобы осветить темные области).
18 сентября 2023 года вышло дополнение «Curveball», в котором появилась опция включения случайностей, таких как определенные усиления зомби или случайные события.

## Прием
| Сводный рейтинг    | Сводный рейтинг         |
| Агрегатор          | Оценка                  |
| ------------------ | ----------------------- |
| GameRankings       | 65,67 %                 |
| Metacritic         | PC: 69/100 XONE: 66/100 |
| Иноязычные издания |                         |
| Издание            | Оценка                  |
| Destructoid        | 8/10                    |
| EGM                | 7,5/10                  |
| Eurogamer          | Avoid                   |
| Game Informer      | 6,5/10                  |
| GameRevolution     | [ 25 ]                  |
| GameSpot           | 5/10                    |
| GamesRadar+        | [ 27 ]                  |
| IGN                | 7,5/10                  |
| PC Gamer (US)      | 74/100                  |
| VideoGamer         | 6/10                    |

### Оценки
По данным агрегатора рецензий Metacritic, игра «State of Decay 2» на момент выхода в 2018 году получила «смешанные или средние отзывы» и оценку в 69 или 5.7 баллов. Дополнение «Juggernaut Edition» получило «положительные отзывы» и оценку в 70 или 7.9 баллов.
Алессандро Барбоза из GameSpot оценил «State of Decay 2» на 5/10, отметив боевую систему, но слабые механики выживания. Игра кажется слишком реалистичным представлением обыденности в мире зомби-апокалипсиса. Постоянная охота за ресурсами и пополнение рядов новыми выжившими не всегда превращается в увлекательный процесс. «Самые сложные испытания, что готовит игра: это постоянное столкновение с волнами зомби и уничтожение Чумных сердец, в которые вы бросаете коктейль Молотова, надеясь, что оно сгорит вместе со всей находящейся поблизости нежитью». Если бы в игре были более развитые механики, то технические недостатки можно было легко не заметить. Но именно недоработок и отсутствия значимых мотивов они сильно выделяются. Игра вводит вас в ритм, в котором легко провести несколько часов, но это не станет для вас прогулкой с удивительными открытиями. У игровых механик есть многообещающие возможности, которые, к сожалению, недостаточно часто можно применить, чтобы разбавить повторяющиеся и не интересные действия.  «State of Decay 2 напоминает тех неуклюжих зомби, населяющих деревни в горах; игра бесцельная, блуждающая и просто не к месту».
Дэн Стэплтон из IGN оценил игру на 7,5/10, посчитав геймплей недостаточно глубоким, особенно управление в стиле настольной игры, но похвалив боевую систему, назвав её «простой, но приятной», а также разнообразие зомби и постоянный страх перед безвозвратной смертью. «State of Decay 2 — настоящее постапокалиптическое развлечение. Игра создает много моментов с высокими ставками, разбавленных относительным спокойствием, когда вы ищите припасы и постоянно оглядываетесь через плечо». Это мощная смесь, но лишь на время, пока сочетание повторяющихся миссий и надоедливых багов в конечном итоге не притупляет радость от раздавливания голов, хотя ощущение командной игры зашкаливает. Повторное прохождение кажется менее привлекательным, чем я ожидал от ролевой игры-песочницы.
В издании Игромания оценили «State of Decay 2» на 7.0, посчитав игру «генератором случайных зомби-апокалипсисов» с хорошей системой выживания, но однообразными заданиями и набором активностей.
В издании 3Dnews оценили «State of Decay 2» на 7/10, похвалив открытый мир, управление базой, кооператив, но критикуя сюжет и процесс развития. «State of Decay 2 умело затягивает в игровую петлю: добывайте материалы и выполняйте задания. Геймплей дарит чувство достижения и не дает расслабиться». Игра заставляет быстро соображать, но наказывает торопыг, действующих без плана. К сожалению, игра в конечном счете скатывается в рутину и ей не хватает импульса. Зомби в буквальном смысле сыплются с неба. В итоге заметно, что сиквел побоялся далеко отойти от оригинала.

### Продажи
В мае 2018 года Microsoft объявила, что с момента выпуска в игру сыграло более миллиона игроков, а 4 июня 2018 года эта отметка превысила 2 миллиона игроков. В июне 2018 года было объявлено, что «State of Decay 2» превысила 3 миллиона игроков, а к августу 2019 года — 5 миллионов. В августе 2021 года количество игроков в дополнении Juggernaut Edition превысило 10 миллионов.

### Награды
«State of Decay 2» была номинирована на лучшее дополнение/DLC «Daybreak» на Gamescom 2018, а также номинацию за лучшую кооперативную игру на церемонии Golden Joystick Awards 2018.